# Kanton Charleville-La Houillère
Charleville-La Houillère is een voormalig kanton van het Franse departement Ardennes. Het kanton maakte deel uit van het arrondissement Charleville-Mézières. Begin 2015 werden de kantons van Charleville-Mézières opgeheven en werd de gemeente, samen met een aantal omliggende gemeenten, opnieuw ingedeeld in de kantons Charleville-Mézières-1, -2, -3 en 4.

## Gemeenten
Het kanton Charleville-La Houillère omvatte de volgende gemeenten:
- Charleville-Mézières (deels, hoofdplaats)
- Damouzy
- Houldizy